# هندسة صناعية إنتاجية
الهندسة الصناعية والإنتاجية (IPE) هي تخصص هندسي متعدد التخصصات يشمل تكنولوجيا التصنيع وعلوم الهندسة وعلوم الإدارة وتحسين المعالجة أو الأنظمة أو المنظمات المعقدة. وهي تهتم بفهم وتطبيق الإجراءات الهندسية في عمليات التصنيع وطرق الإنتاج. يعود تاريخ الهندسة الصناعية إلى الثورة الصناعية، التي بدأت في القرن الثامن عشر بجهود السير آدم سميث وهنري فورد وإيلي ويتني وفرانك غيلبريث وليليان غيلبريث وهنري جانت وإف. دبليو. تايلور، إلخ. تطورت الهندسة الصناعية والإنتاجية في جميع أنحاء العالم بعد سبعينيات القرن العشرين، وبدأت في استخدام التشغيل الآلي والروبوتات على نطاق واسع. تشمل الهندسة الصناعية والإنتاجية ثلاثة مجالات: الهندسة الميكانيكية (حيث تأتي هندسة الإنتاج)، والهندسة الصناعية، وعلوم الإدارة.
وهي تهدف إلى تحسين الكفاءة، وزيادة فعالية التصنيع، ومراقبة الجودة، وخفض التكلفة مع جعل المنتجات أكثر جاذبية وقابلية للتسويق. تهتم الهندسة الصناعية بتطوير وتحسين وتطبيق أنظمة متكاملة من الأشخاص والمال والمعرفة والمعلومات والمعدات والطاقة والمواد، بالإضافة إلى التحليل والتركيب. وتتضمن مبادئ الهندسة الصناعية والإنتاجية العلوم الرياضية والفيزيائية والاجتماعية وطرق التصميم الهندسي لتحديد وتوقع وتقييم النتائج المتوقعة من الأنظمة أو العمليات الحالية أو المطورة. إن هدف هندسة الإنتاج هو إتمام عملية الإنتاج بأكثر الطرق الاقتصادية سلاسة وحكمة. وتتداخل هندسة الإنتاج أيضاً جوهرياً مع هندسة التصنيع والهندسة الصناعية. كما أن مفهوم هندسة الإنتاج قابل للتبادل مع هندسة التصنيع.
أما بالنسبة للتعليم، يبدأ الطلاب الجامعيون عادةً بدراسة مواد مثل الفيزياء والرياضيات (حساب التفاضل والتكامل والتحليل الخطي والمعادلات التفاضلية) وعلوم الكمبيوتر والكيمياء. ثم يتلقون المزيد من المواد التدريبية المتخصصة مثل جدولة الإنتاج والمخزون وإدارة العمليات والتصميم/التصنيع بمساعدة الحاسوب والهندسة البشرية وما إلى ذلك، في السنوات الأخيرة من حياتهم المهنية الجامعية. تقدم الجامعات في بعض أجزاء من العالم درجة البكالوريوس في الهندسة الصناعية والإنتاجية. ومع ذلك، فإن معظم الجامعات في الولايات المتحدة تقدمها على حدة. تشمل المسارات الوظيفية المختلفة التي قد يسلكها مهندسو الإنتاج والصناعة: مهندسو مصانع، ومهندسو تصنيع، ومهندسو جودة، ومهندسو عمليات ومديرون صناعيون، بالإضافة إلى إدارة المشاريع، والتصنيع، والإنتاج والتوزيع. ويبلغ متوسط الراتب الأساسي 50,000 دولار على الأقل لهذه المسارات الوظيفية المختلفة التي يمكن للأشخاص العمل فيها كمهندسين صناعيين وإنتاجيين.

## التاريخ

### الثورة الصناعية
تعود جذور مهنة الهندسة الصناعية إلى الثورة الصناعية. لقد ساعدت التقنيات، التي أفادت ميكنة العمليات اليدوية التقليدية، في صناعة النسيج بما في ذلك المكوك الطائر [الإنجليزية]، وآلة الغزل [الإنجليزية]، وربما الأهم من ذلك المحرك البخاري، في توليد وفورات الحجم التي جعلت الإنتاج الضخم في المواقع المركزية جذاباً لأول مرة. لقد نشأ مفهوم نظام الإنتاج في المصانع التي أسستها هذه الابتكارات.

### تخصص العمل

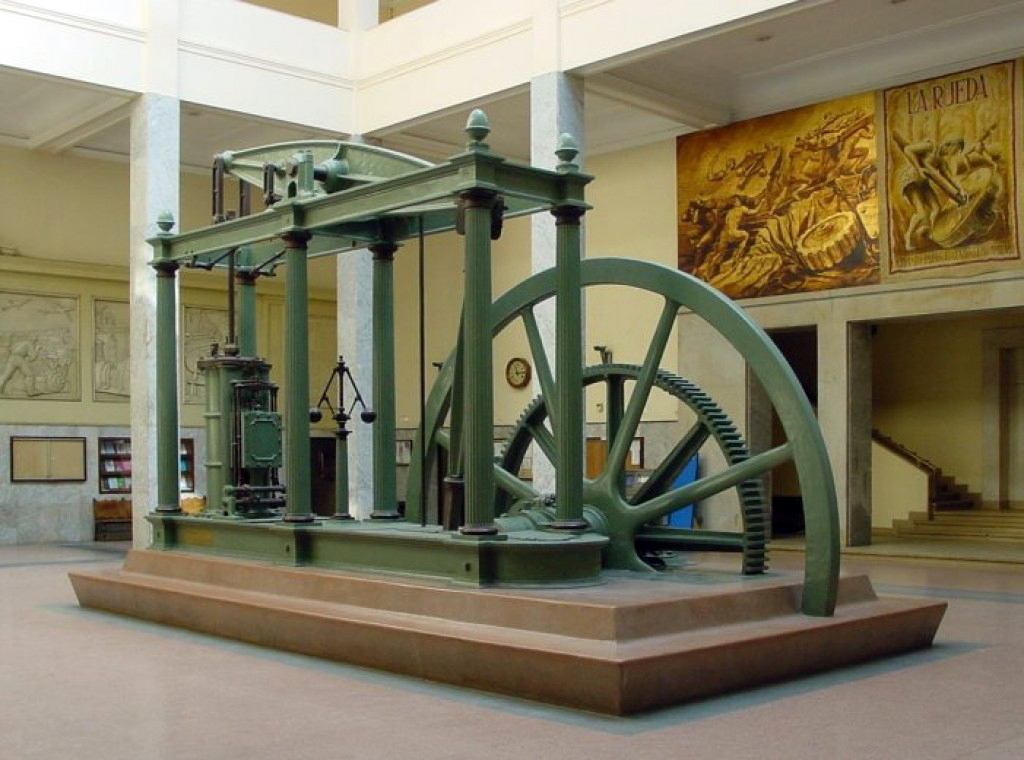
محرك وات البخاري (جامعة مدريد التقنية)

كانت مفاهيم آدم سميث حول تقسيم العمل و«اليد الخفية» للرأسمالية التي قدمها في أطروحته «ثروة الأمم» بمثابة حافز للعديد من المبتكرين التكنولوجيين في الثورة الصناعية لإنشاء وتنفيذ أنظمة المصانع. أدت جهود جيمس وات وماثيو بولتون إلى تأسيس أول منشأة تصنيع آلي متكاملة في العالم، تشمل تنفيذ مفاهيم مثل أنظمة التحكم في التكاليف للحد من النفايات وزيادة الإنتاجية ومؤسسة تدريب المهارات للحرفيين.
أصبح تشارلز بابيج مرتبطاً بالهندسة الصناعية نتيجة المفاهيم التي قدمها في كتابه «حول اقتصاد الآلات والمصنوعات» والذي كتبه نتيجة لزياراته للمصانع في إنجلترا والولايات المتحدة في أوائل القرن التاسع عشر. يتضمن الكتاب موضوعات مثل الوقت المطلوب لأداء مهمة محددة، وتأثيرات تقسيم المهام إلى عناصر أصغر وأقل تفصيلاً، والمزايا التي يمكن الحصول عليها من المهام المتكررة.

### الأجزاء القابلة للاستبدال
أثبت إيلي ويتني وسيمون نورث [الإنجليزية] جدوى فكرة الأجزاء القابلة للاستبدال في تصنيع البنادق والمسدسات للحكومة الأمريكية. وفي ظل هذا النظام، أُنتجت الأجزاء الفردية بكميات كبيرة وفقاً للتفاوتات اللازمة لتمكين استخدامها في أي منتج نهائي. وكانت النتيجة انخفاضاً كبيراً في الحاجة إلى المهارة من العمال المتخصصين، وبالتالي دراسة البيئة الصناعية في النهاية لاحقاً.

### التطور الحديث

#### الهندسة الصناعية
أمكن للناس التأكيد على مسألة التوقيت (المخزون، الإنتاج، التركيب، النقل، إلخ) للمنظمة الصناعية في الفترة من 1960 إلى 1975، مع تطوير أنظمة دعم القرار في التوريد مثل تخطيط متطلبات المواد (MRP). ثبت العالم الإسرائيلي د. جيكوب روبينوفيتز [الإنجليزية] بتثبيت نظام إدارة الصيانة المحوسبة الذي طُور في شركتي صناعات الفضاء الإسرائيلية وكنترول داتا (إسرائيل) في 1976 في جنوب إفريقيا وفي جميع أنحاء العالم.
وصلت اليابان إلى مستويات عالية جداً من الجودة والإنتاجية مع انتشار نظريات الإدارة اليابانية مثل كايزن وكانبان خلال السبعينات. حسنت هذه النظريات قضايا الجودة ووقت التسليم والمرونة. أدركت الشركات الغربية التأثير الكبير لنظرية كايزن وبدأت في تنفيذ برامج تحسين مستمر خاصة بها.
جاء التركيز على إدارة سلسلة التوريد وتصميم عملية الأعمال الموجهة للعملاء خلال التسعينيات، بعد عملية العولمة الصناعية العالمية. تعد نظرية القيود التي طورها العالم الإسرائيلي إلياهو م. غولدرات [الإنجليزية] (1985) علامة فارقة أيضاً في هذا المجال.

#### هندسة التصنيع (الإنتاج)
تشمل دراسات هندسة التصنيع الحديثة جميع العمليات الوسيطة المطلوبة لإنتاج ودمج مكونات المنتج. وتستخدم بعض الصناعات، مثل مصنعي أشباه الموصلات والصلب، مصطلح «التصنيع» لهذه العمليات.
تُستخدم الأتمتة في عمليات تصنيع مختلفة مثل التشغيل الآلي واللحام. يشير التصنيع الآلي إلى تطبيق الأتمتة لإنتاج السلع في المصنع. تتحقق المزايا الرئيسية للتصنيع الآلي لعملية التصنيع عبر التنفيذ الفعال للأتمتة وتشمل: الاتساق والجودة الأعلى، وتقليل أوقات التسليم، وتبسيط الإنتاج، وتقليل المناولة، وتحسين سير العمل، وتحسين معنويات العمال.

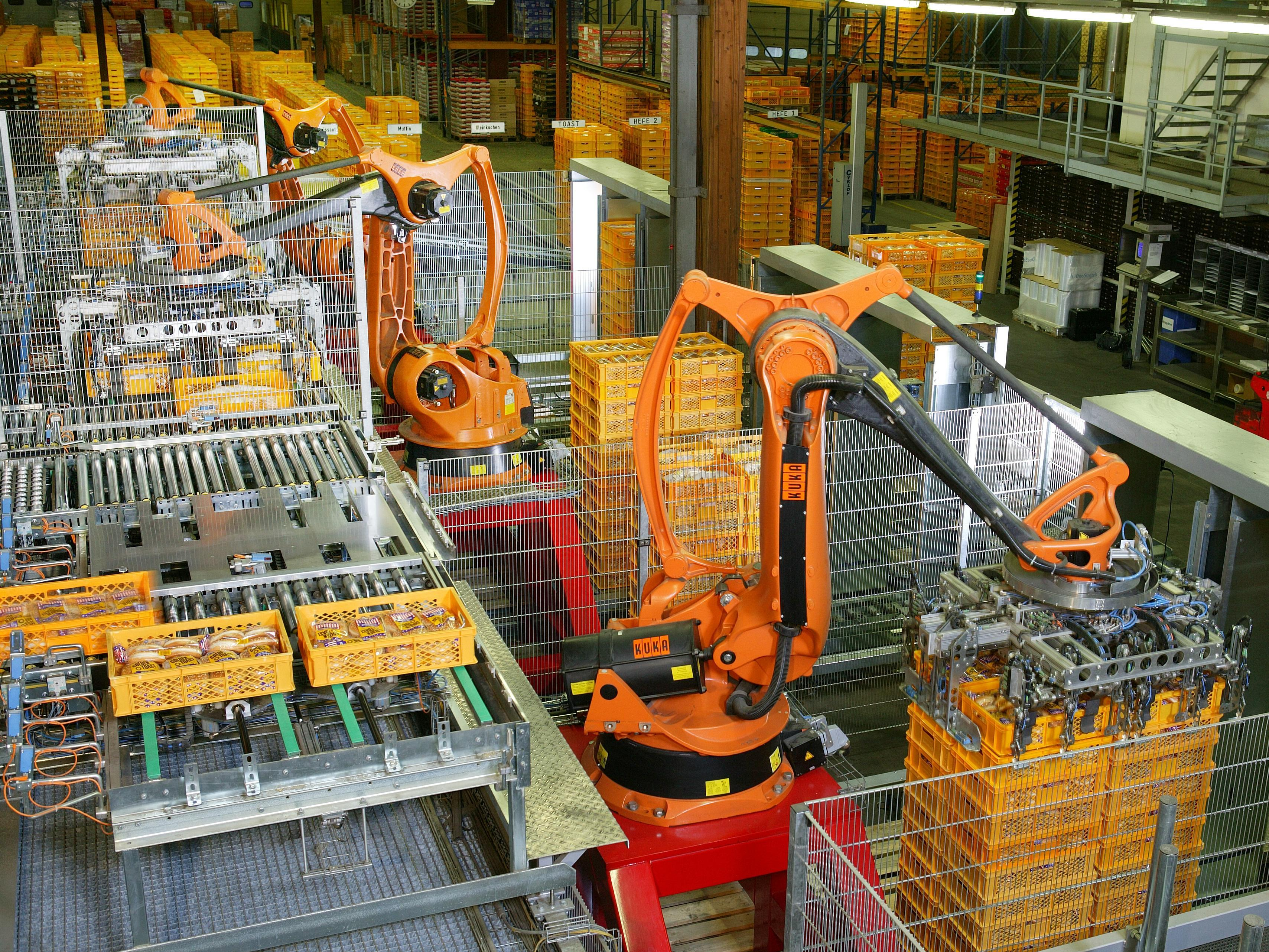
روبوتات كوكا الصناعية تُستخدم في مخبز لإنتاج الغذاء

الروبوتات هي تطبيق الميكاترونيك والأتمتة لإنشاء الروبوتات، والتي غالباً ما تستخدم في التصنيع لأداء مهام خطيرة أو مرهقة أو متكررة. قد تكون هذه الروبوتات بأي شكل وحجم، ولكنها جميعاً مبرمجة مسبقاً وتتفاعل مادياً مع العالم. يستخدم المهندس لصنع روبوت عادةً علم الحركة (لتحديد مدى حركة الروبوت) والميكانيكا (لتحديد الضغوط داخل الروبوت). تُستخدم الروبوتات على نطاق واسع في هندسة التصنيع.
تسمح الروبوتات للشركات بتوفير نفقات العمالة، وأداء المهام التي تكون خطيرة للغاية أو دقيقة للغاية بحيث لا يستطيع البشر القيام بها اقتصادياً، وضمان جودة أفضل. تستخدم العديد من الشركات خطوط تجميع الروبوتات، وبعض المصانع روبوتية لدرجة أنها يمكن أن تعمل بمفردها. كما تُستخدم الروبوتات خارج عملية التصنيع في التخلص من القنابل واستكشاف الفضاء والعديد من المجالات الأخرى. تُباع الروبوتات أيضاً لتطبيقات سكنية مختلفة.

## نظرة عامة

### الهندسة الصناعية
تعتبر الهندسة الصناعية فرعاً من فروع الهندسة التي تتضمن اكتشاف كيفية صنع الأشياء أو تحسين عملها. يهتم المهندسون الصناعيون بخفض تكاليف الإنتاج وزيادة الكفاءة وتحسين جودة المنتجات والخدمات وضمان صحة العمال وسلامتهم وحماية البيئة والامتثال للوائح الحكومية.
تشمل المجالات والموضوعات المختلفة التي يشارك فيها المهندسون الصناعيون ما يلي:
- هندسة التصنيع
- الإدارة الهندسية
- هندسة العمليات: تصميم وتشغيل ومراقبة وتحسين العمليات الكيميائية والفيزيائية والبيولوجية.[10]
- هندسة أنظمة: مجال هندسي متعدد التخصصات يركز على كيفية تصميم وإدارة أنظمة هندسية معقدة على مدار دورات صلاحيتها.[11]
- هندسة البرمجيات: مجال هندسي متعدد التخصصات يركز على تصميم وتطوير وصيانة واختبار وتقييم البرامج التي تجعل أجهزة الحاسوب أو الأجهزة الأخرى التي تحتوي على برامج تعمل.
- هندسة وقائية: تخصص هندسي يضمن أن الأنظمة الهندسية توفر مستويات مقبولة من السلامة.[12]
- علم البيانات: علم استكشاف البيانات ومعالجتها وتحليلها وتصورها لاستخلاص رؤى واستنتاجات مفيدة.
- تعلم الآلة: أتمتة التعلم من البيانات باستخدام النماذج والخوارزميات.
- التحليلات والتنقيب في البيانات: اكتشاف وتفسير واستخراج الأنماط والرؤى من كميات كبيرة من البيانات.
- هندسة التكاليف: ممارسة مخصصة لإدارة تكلفة المشروع، والتي تنطوي على أنشطة مثل تقدير التكلفة والتحكم، والتي تشمل التحكم في التكلفة والتنبؤ بالتكلفة، وتقييم الاستثمار، وتحليل المخاطر.[13]
- الهندسة القيمية: طريقة منهجية لتحسين «قيمة» السلع أو المنتجات والخدمات عبر فحص الوظيفة.[14]
- نظام وقت الحركة المحدد سلفاً [الإنجليزية]: تقنية لقياس الوقت المطلوب للمهام المتكررة.
- هندسة الجودة: طريقة لمنع الأخطاء أو العيوب في المنتجات المصنعة وتجنب المشاكل عند تقديم الحلول أو الخدمات للعملاء.[15]
- إدارة المشاريع: هي عملية ونشاط التخطيط والتنظيم وتحفيز ومراقبة الموارد والإجراءات والبروتوكولات لتحقيق أهداف محددة في المشاكل العلمية أو اليومية.
- إدارة سلسلة الإمداد: إدارة تدفق السلع. وهي تشمل حركة وتخزين المواد الخام، ومخزون العمل الجاري، والسلع النهائية من نقطة المنشأ إلى نقطة الاستهلاك.[16]
- الهندسة البشرية: ممارسة تصميم المنتجات أو الأنظمة أو العمليات بحيث تأخذ في الاعتبار التفاعل بينها وبين الأشخاص الذين يستخدمونها.[17]
- بحوث العمليات، والمعروفة أيضاً باسم علم الإدارة: التخصص الذي يتعامل مع تطبيق الأساليب التحليلية المتقدمة للمساعدة في اتخاذ قرارات أفضل.[18]
- إدارة العمليات: مجال من مجالات الإدارة يهتم بالإشراف على عملية الإنتاج وتصميمها والتحكم فيها وإعادة تصميم العمليات التجارية في إنتاج السلع أو الخدمات.[19]
- تصميم الوظيفة [الإنجليزية]: تحديد محتويات وأساليب وعلاقة الوظائف من أجل تلبية المتطلبات التكنولوجية والتنظيمية بالإضافة إلى المتطلبات الاجتماعية والشخصية لصاحب الوظيفة.[20]
- الهندسة المالية: تطبيق الأساليب الفنية، وخاصة من التمويل الرياضي والتمويل الحسابي، في ممارسة التمويل
- المحطة الفيزيائية: تحديد حجم البنية التحتية اللازمة المستخدمة في دعم وصيانة منشأة معينة.
- إدارة المرافق: مجال متعدد التخصصات مخصص لتنسيق المساحة والبنية الأساسية والأشخاص والمنظمة.[21]
- عملية التصميم الهندسي: صياغة خطة لمساعدة المهندس في بناء منتج بهدف أداء محدد.
- اللوجستيات: إدارة تدفق السلع بين نقطة المنشأ ونقطة الاستهلاك من أجل تلبية بعض المتطلبات، للعملاء أو الشركات.[22]
- المحاسبة: قياس ومعالجة وتوصيل المعلومات المالية حول الكيانات الاقتصادية.[23]
- إدارة إنتاج المشاريع [الإنجليزية]: تتضمن إدارة الأنشطة في المشاريع الإنتاجية تدفق الموارد، أو المدخلات، حيث يتم تحويلها إلى مخرجات.[24][25] يمكن تطبيق العديد من أدوات ومبادئ الهندسة الصناعية على تكوين أنشطة العمل داخل المشروع. وبالتالي تمت الإشارة إلى تطبيق مفاهيم وتقنيات الهندسة الصناعية وإدارة العمليات على تنفيذ المشاريع باسم إدارة إنتاج المشروع.[25] تقليدياً، كان أحد الجوانب الرئيسية للهندسة الصناعية هو تخطيط تخطيطات المصانع وتصميم خطوط التجميع وغيرها من نماذج التصنيع. وحالياً، يعمل المهندسون الصناعيون في أنظمة التصنيع الرشيق على التخلص من هدر الوقت والمال والمواد والطاقة والموارد الأخرى.[26]

تشمل الأمثلة على المجالات التي يمكن تطبيق الهندسة الصناعية فيها رسم مخططات تدفق العمليات، ورسم خرائط العمليات، وتصميم محطة عمل التجميع، ووضع استراتيجيات لمختلف العمليات اللوجستية التشغيلية، والاستشارة كخبير في الكفاءة، وتطوير خوارزمية مالية جديدة أو نظام قروض للبنك، وتبسيط العمليات وموقع غرفة الطوارئ أو استخدامها في المستشفى، والتخطيط لمخططات توزيع معقدة للمواد أو المنتجات (يشار إليها باسم إدارة سلسلة الإمداد)، وتقصير الخطوط (أو الطوابير) في البنك أو المستشفى أو المنتزه الترفيهي.
يستخدم المهندسون الصناعيون المعاصرون عادةً نظام وقت الحركة المحدد سلفاً، والمحاكاة بالحاسوب (خاصة محاكاة الأحداث المنفصلة)، جنباً إلى جنب مع أدوات رياضية شاملة للنمذجة، مثل الاستمثال الرياضي ونظرية الأرتال، والطرق الحسابية لتحليل النظام وتقييمه وتحسينه. يستخدم المهندسون الصناعيون أيضاً أدوات علم البيانات وتعلم الآلة في عملهم نظراً للارتباط القوي بين هذه التخصصات والمجال والخلفية التقنية المتشابهة المطلوبة من المهندسين الصناعيين (بما في ذلك الأساس القوي في نظرية الاحتمال والجبر الخطي والإحصاء، بالإضافة إلى مهارات الترميز).

### هندسة التصنيع (الإنتاج)
تعتمد هندسة التصنيع على مهارات الهندسة الصناعية الأساسية والهندسة الميكانيكية، مع إضافة عناصر مهمة من الميكانيكا الإلكترونية والتجارة والاقتصاد وإدارة الأعمال. يتعامل هذا المجال أيضاً مع دمج المرافق والأنظمة المختلفة لإنتاج منتجات عالية الجودة (بنفقات مثالية) من خلال تطبيق مبادئ الفيزياء ونتائج دراسات أنظمة التصنيع، كالتالي:
- الحرفة أو النقابة
- نظام التخلص التدريجي [الإنجليزية]
- نظام المصانع البريطاني
- النظام الأمريكي للتصنيع
- الجماعية السوفيتية في التصنيع
- الإنتاج الكبير
- التصنيع المتكامل بالحاسوب
- التقنيات بمساعدة الحاسوب في التصنيع
- التصنيع في الوقت المناسب
- التصنيع المرن
- التخصيص الشامل [الإنجليزية]
- التصنيع السريع [الإنجليزية]
- التصنيع المسبق
- التصنيع المسبق
- الملكية
- التصنيع
- عملية النشر [الإنجليزية]

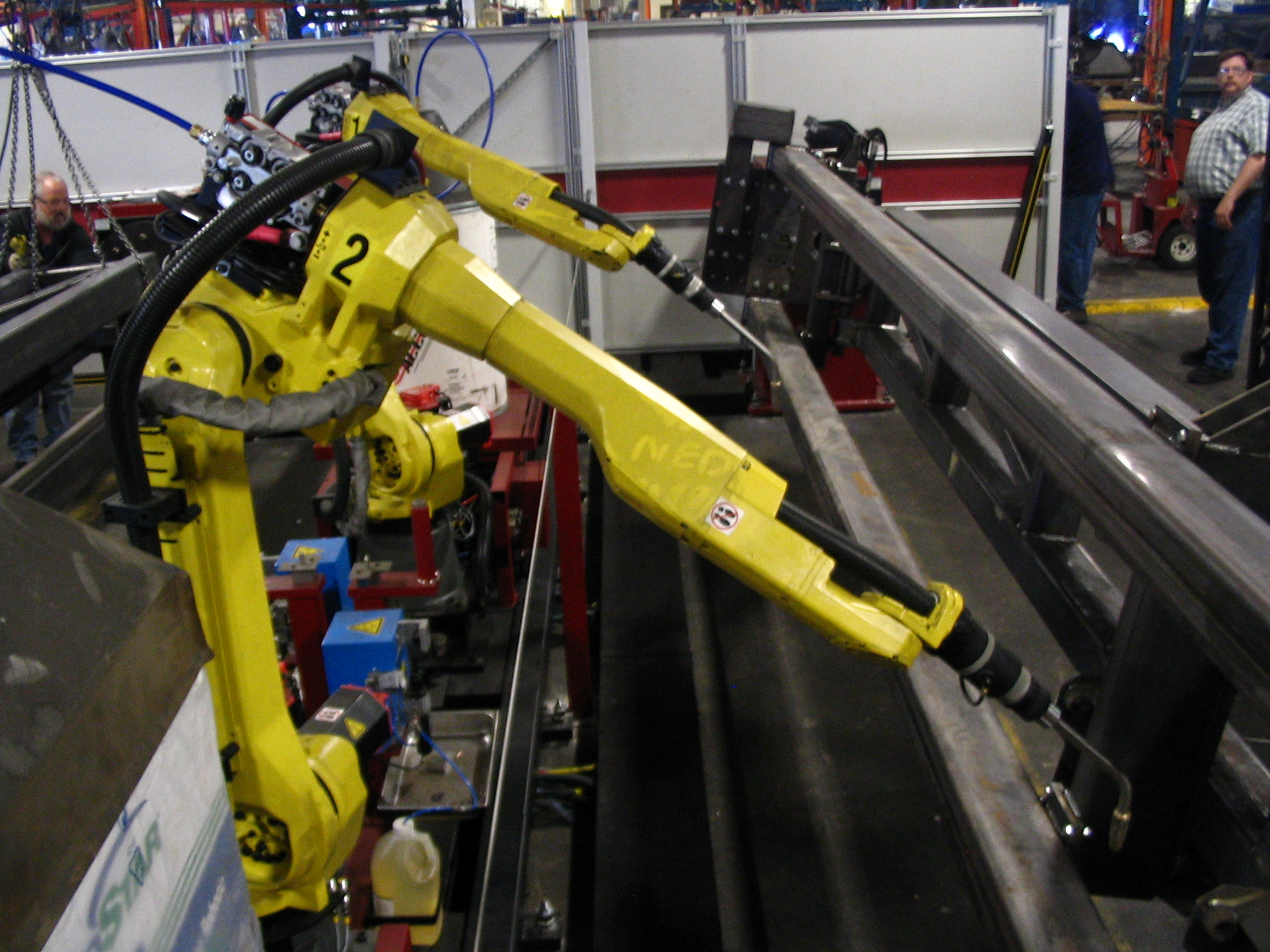
مجموعة من الروبوتات ذات الستة محاور المستخدمة في اللحام.

يطور مهندسو التصنيع ويبتكرون القطع اليدوية المادية وعمليات الإنتاج والتكنولوجيا. إنه مجال واسع جداً يشمل تصميم وتطوير المنتجات. تعتبر هندسة التصنيع فرعاً من فروع الهندسة الصناعية/هندسة الأنظمة ولها تداخلات قوية جداً مع الهندسة الميكانيكية. يؤثر نجاح أو فشل مهندسي التصنيع مباشرةً على تقدم التكنولوجيا وانتشار الإبداع. نشأ هذا المجال من هندسة التصنيع من تخصص الأدوات والقوالب في أوائل القرن العشرين. وقد توسع كثيراً منذ الستينيات عندما قدمت الدول الصناعية المصانع التي تحتوي على:
1. أدوات آلية للتحكم الرقمي وأنظمة الإنتاج الآلية.
2. طرق إحصائية متقدمة لضبط الجودة: كانت هذه المصانع رائدة من قبل المهندس الكهربائي الأمريكي ويليام إدواردز ديمينغ، الذي تجاهلته بلاده في البداية. حولت نفس طرق مراقبة الجودة المصانع اليابانية لاحقاً إلى رواد عالميين في فعالية التكلفة وجودة الإنتاج.
3. الروبوتات الصناعية على أرضية المصنع، والتي ظهرت في أواخر السبعينيات: يمكن لأذرع اللحام والمقابض التي يتحكم فيها الحاسوب أداء مهام بسيطة مثل ربط باب السيارة بسرعة ودون أخطاء على مدار 24 ساعة في اليوم. أدى هذا إلى خفض التكاليف وتحسين سرعة الإنتاج.

## التعليم

### الهندسة الصناعية

#### المناهج الدراسية الجامعية
تُمنح درجة البكالوريوس في العلوم (.B.S) في الولايات المتحدة، أو بكالوريوس العلوم والهندسة (.B.S.E) في الهندسة الصناعية (IE). وتشمل الاختلافات في هذا العنوان الهندسة الصناعية والتشغيلية (IOE)، والهندسة الصناعية والأنظمة (ISE). ويشمل المنهج الدراسي النموذجي أساساً واسعاً في الرياضيات والعلوم يشمل الكيمياء والفيزياء والميكانيكا (أي، الاستاتيكا، والحركية، والديناميكا)، وعلوم المواد، وعلوم الحاسوب، والإلكترونيات/الدوائر، والتصميم الهندسي، والنطاق القياسي للرياضيات الهندسية (أي التفاضل والتكامل، والجبر الخطي، والمعادلات التفاضلية، والإحصاء). لكي يعتمد أي برنامج جامعي في الهندسة، بغض النظر عن التخصص، يجب أن يُغطي نطاقاً مشابهاً إلى حد كبير من هذا العمل الأساسي - والذي يتداخل أيضاً بدرجة كبيرة مع المحتوى الذي يجرى اختباره في واحد أو أكثر من اختبارات الترخيص الهندسي في معظم دوائر الاختصاص.
تتضمن الدورات الدراسية الخاصة بالهندسة الصناعية دورات متخصصة في مجالات مثل الاستمثال، والاحتمالات التطبيقية، والتصادفية، وتصميم التجارب، والتحكم الإحصائي في العمليات، والمحاكاة، وهندسة التصنيع، والهندسة البشرية/السلامة، والاقتصاد الهندسي. تغطي الدورات الاختيارية في هندسة التصنيع عادةً مواضيع أكثر تخصصاً في مجالات مثل التصنيع، وسلاسل التوريد والخدمات اللوجستية، والتحليلات والتعلم الآلي، وأنظمة الإنتاج، والعوامل البشرية والتصميم الصناعي، وأنظمة الخدمة.
قد تقدم بعض كليات إدارة الأعمال برامج ذات صلة متداخلة بالهندسة الصناعية، ولكن تتميز برامج الهندسة بتركيز كمي أكثر كثافة، ومواد اختيارية مطلوبة في علوم الهندسة، ودورات الرياضيات والعلوم الأساسية المطلوبة من جميع برامج الهندسة.

#### المناهج الدراسية للدراسات العليا
تكون الدرجة العلمية التي يحصل عليها الطالب عادة هي درجة الماجستير في العلوم (MS) أو درجة الماجستير في العلوم والهندسة (MSE) في الهندسة الصناعية أو العديد من التخصصات البديلة ذات الصلة. قد تغطي المناهج الدراسية النموذجية لدرجة الماجستير ما يلي:
- بحوث العمليات وتقنيات التحسين [الإنجليزية]
- اقتصاديات الهندسة
- إدارة سلسلة الإمداد واللوجستيات
- محاكاة الأنظمة [الإنجليزية] وعمليات تصادفية
- التحليلات والتعلم الآلي
- أنظمة التصنيع/هندسة التصنيع
- هندسة العوامل البشرية وبيئة العمل (هندسة وقائية)
- تخطيط الإنتاج والتحكم فيه
- تحليل الأنظمة والتقنيات
- علم الإدارة
- التصنيع بمساعدة الحاسوب
- الحيود السداسية الرشيقة
- الهندسة المالية
- تصميم المرافق وتصميم مساحة العمل
- هندسة الجودة
- هندسة الوثوقية واختبار الحياة
- العملية الإحصائية التحكم [الإنجليزية] أو ضبط الجودة
- دراسة الوقت والحركة
- نظام وقت الحركة المحدد سلفاً [الإنجليزية] واستخدام الحاسوب في الهندسة الصناعية
- إدارة العمليات
- إدارة المشاريع
- تحسين الإنتاجية
- إدارة المواد
- الروبوتية
- تطوير المنتجات
- ديناميكيات النظام وتخطيط السياسات

### هندسة التصنيع (الإنتاج)

#### برامج الشهادات الجامعية
لدى مهندسي التصنيع درجة الزمالة أو البكالوريوس في الهندسة مع تخصصهم في الهندسة الصناعية. وعادةً ما تكون مدة الدراسة لمثل هذه الدرجة من عامين إلى خمسة أعوام تليها خمس سنوات أخرى من الممارسة المهنية للتأهل كمهندس محترف. يتضمن العمل كخبير تكنولوجيا هندسة صناعية مسار تأهيل أكثر توجهاً نحو التطبيقات.
عادةً ما تكون الدرجات الأكاديمية لمهندسي التصنيع هي الزمالة أو بكالوريوس الهندسة، [BE] أو [BEng]، والزمالة أو بكالوريوس العلوم، [BS] أو [BSc]. بالنسبة لفنيي التصنيع، فإن الدرجات المطلوبة هي الزمالة أو بكالوريوس التكنولوجيا [B.TECH] أو الزمالة أو بكالوريوس العلوم التطبيقية [BASc] في التصنيع، اعتماداً على الجامعة. تشمل درجات الماجستير في الهندسة الصناعية درجة الماجستير في الهندسة [ME] أو [MEng] في التصنيع، ودرجة الماجستير في العلوم [M.Sc] في إدارة التصنيع، ودرجة الماجستير في العلوم [M.Sc] في الإدارة الصناعية والإنتاجية، ودرجة الماجستير في العلوم [M.Sc] بالإضافة إلى درجة الماجستير في الهندسة [ME] في التصميم، وهو أحد فروع التصنيع. تتوفر أيضاً دورات على مستوى الدكتوراه [PhD] أو [DEng] في التصنيع اعتماداً على الجامعة.
يتضمن منهج الدرجة الجامعية الأولى عموماً دورات في الفيزياء والرياضيات وعلوم الكمبيوتر وإدارة المشاريع ومواضيع محددة في الهندسة الميكانيكية والتصنيع. في البداية، تغطي هذه المواضيع معظم التخصصات الفرعية للهندسة الصناعية، إن لم يكن كلها. ثم يختار الطلاب التخصص في تخصص فرعي واحد أو أكثر نحو نهاية عملهم للحصول على الدرجة العلمية.
فيما يتعلق بمهندسي الصناعة، يحصل الدارسون على دورات تغطي بيئة العمل، والجدولة، وإدارة المخزون، والتنبؤ، وتطوير المنتجات، ودورات عامة تركز على التحسين. تقسم معظم الكليات الأقسام الكبيرة للهندسة الصناعية إلى قطاعات الرعاية الصحية، وبيئة العمل، وتطوير المنتجات، أو الاستشارات. وهذا يمنح الطالب فهم أكبر لكل من القطاعات الفرعية المتنوعة حتى يعرف المجال الذي يهتم به أكثر لمتابعة الامتهان فيه.

#### المناهج الدراسية الجامعية
يتضمن المنهج الأساسي للحصول على درجة البكالوريوس في الهندسة الصناعية أو هندسة الإنتاج المنهج المذكور أدناه. يرتبط هذا المنهج ارتباطاً وثيقاً بالهندسة الصناعية والهندسة الميكانيكية. لكنه يختلف من خلال التركيز أكثر على علوم التصنيع أو علوم الإنتاج. ويشمل ما يلي:
- الرياضيات (حساب التفاضل والتكامل، المعادلات التفاضلية، الإحصاء والجبر الخطي)
- الميكانيكا (الاستاتيكا والديناميكا)
- ميكانيكا المواد الصلبة
- ميكانيكا الموائع
- علم المواد
- قوة المواد
- ديناميكا الموائع
- الهيدروليكا
- النيوماتيكا
- التدفئة والتهوية وتكييف الهواء
- انتقال الحرارة
- الديناميكا الحرارية التطبيقية
- تحول الطاقة
- الأجهزة والقياس
- الرسم الهندسي (الرسم التخطيطي) والتصميم الهندسي
- الرسومات الهندسية
- تصميم الآلية بما في ذلك الحركية والديناميكا
- عمليات التصنيع
- الميكانيكا الإلكترونية
- تحليل الدوائر
- التصنيع الرشيق
- الأتمتة
- الهندسة العكسية
- ضبط الجودة
- التصميم بمساعدة الحاسوب (CAD) والذي يتضمن النمذجة الصلبة والتصنيع بمساعدة الحاسوب (CAM)

تختلف درجة هندسة التصنيع عن الهندسة الميكانيكية عادةً في عدد قليل من الفصول الدراسية المتخصصة. تركز درجة الهندسة الميكانيكية بشكل أكبر على عملية تصميم المنتج والمنتجات المعقدة التي تتطلب المزيد من الخبرة في الرياضيات.

## البحث

### الهندسة الصناعية

#### العوامل البشرية
يتخصص مجال الهندسة البشرية في استكشاف كيفية ملاءمة الأنظمة للأشخاص المنوط بهم تشغيلها، وتحديد أدوار الأشخاص الذين يتعاملون مع الأنظمة، واختيار الأشخاص الذين يمكنهم أن تناسبهم أدواراً معينة بدرجة أفضل داخل هذه الأنظمة. سيتمكن الطلاب الذين يركزون على العوامل البشرية من العمل مع فريق متعدد التخصصات من أعضاء هيئة التدريس الذين يتمتعون بنقاط قوة في فهم السلوك المعرفي فيما يتعلق بالأتمتة والنقل الجوي والبري والدراسات الطبية واستكشاف الفضاء.

#### أنظمة الإنتاج
يطور قسم أنظمة الإنتاج حلولاً جديدة في مجالات مثل التصميم الهندسي وإدارة سلسلة الإمداد (مثل تصميم نظام سلسلة التوريد، وتصحيح الأخطاء، والأنظمة واسعة النطاق)، والتصنيع (مثل تصميم النظام والتخطيط والجدولة)، والطب (مثل تشخيص الأمراض، واكتشاف المعرفة الطبية). سيتمكن الطلاب الذين يركزون على أنظمة الإنتاج من العمل على مواضيع تتعلق بنظريات الذكاء الحوسبي للتطبيقات في الصناعة والرعاية الصحية ومنظمات الخدمات.

#### أنظمة الوثوقية
الهدف من مجال أنظمة الوثوقية هو تزويد الطلاب بتحليل متقدم للبيانات وتقنيات اتخاذ القرار التي من شأنها تحسين جودة ووثوقية الأنظمة المعقدة. سيتمكن الطلاب الذين يركزون على وثوقية النظام والشك من العمل في مجالات تتعلق بأنظمة الوثوقية المعاصرة بما في ذلك تكامل الجودة والوثوقية، وتصميم دورة حياة متزامنة لأنظمة التصنيع، ونظرية القرار في هندسة الجودة والوثوقية، والصيانة القائمة على الحالة ونمذجة التدهور، ومحاكاة الأحداث المنفصلة وتحليل القرار.

#### إدارة طاقة الرياح
يهدف برنامج إدارة طاقة الرياح إلى تلبية الاحتياجات الناشئة للمهنيين الخريجين المشاركين في تصميم وتشغيل وإدارة مزارع الرياح المنتشرة بأعداد هائلة في جميع أنحاء البلاد. سيكون الخريجون قادرين على فهم كامل لقضايا النظام والإدارة في مزارع الرياح وتفاعلاتها مع أنظمة توليد الطاقة البديلة والتقليدية.

### هندسة الإنتاج (التصنيع)

#### أنظمة التصنيع المرنة

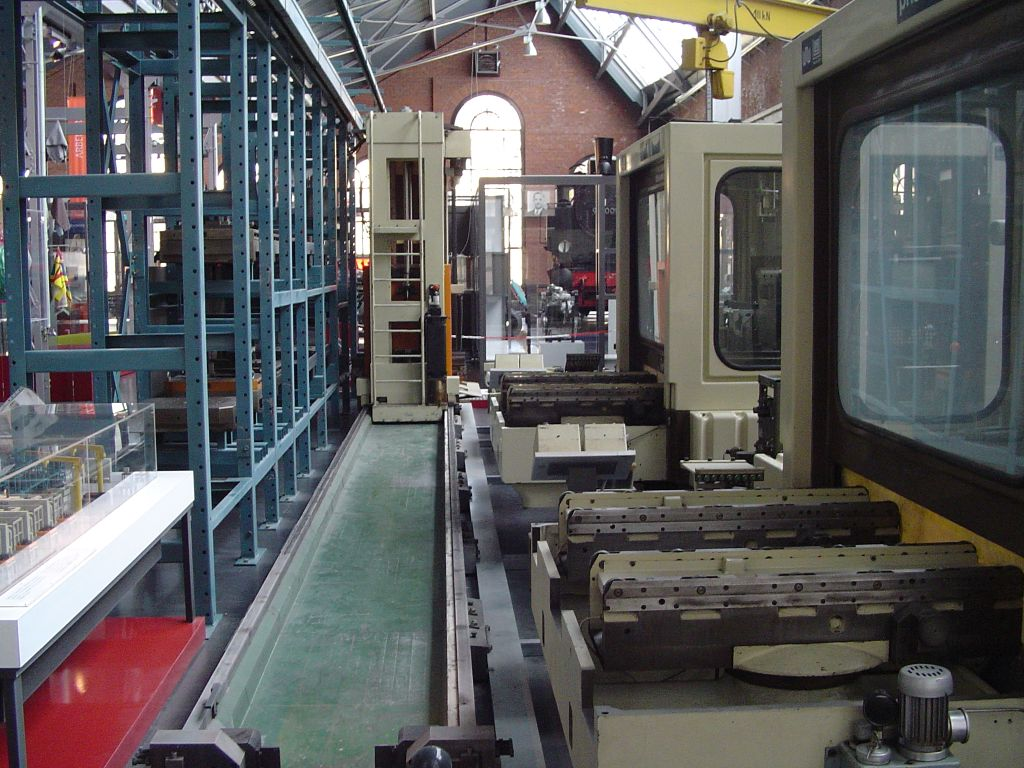
نظام تصنيع مرن نموذجي

نظام التصنيع المرن هو نظام تصنيع يتمتع بقدر معين من المرونة يسمح للنظام بالتفاعل مع التغييرات، سواء كانت متوقعة أو غير متوقعة. ويُنظر إلى هذه المرونة عموماً على أنها تندرج تحت فئتين، ولكل منهما العديد من الفئات الفرعية. الفئة الأولى، مرونة الآلة، تغطي قدرة النظام على التغيير لإنتاج أنواع جديدة من المنتجات والقدرة على تغيير ترتيب العمليات التي تنفذ على جزء. الفئة الثانية، تسمى مرونة التوجيه، تتكون من القدرة على استخدام آلات متعددة لأداء نفس العملية على جزء، بالإضافة إلى قدرة النظام على استيعاب التغييرات واسعة النطاق، مثل الحجم أو السعة أو القدرة.
تتكون معظم أنظمة التصنيع المرن من ثلاثة أنظمة رئيسية. آلات العمل، والتي غالباً ما تكون آلات تحكم رقمية آلية، متصلة بنظام مناولة المواد لتحسين تدفق الأجزاء، وبحاسوب مركزي للتحكم، والذي يتحكم في تحركات المواد وتدفق الآلة. تتمثل المزايا الرئيسية لنظام التصنيع المرن في مرونته العالية في إدارة موارد التصنيع مثل الوقت والجهد من أجل تصنيع منتج جديد. ينمثل أفضل تطبيق لنظام إدارة المصنع في إنتاج مجموعات صغيرة من المنتجات عبر إنتاج كبير.

#### التصنيع المتكامل بالحاسوب
التصنيع المتكامل بالحاسوب (CIM) في الهندسة هو طريقة تصنيع يجرى فيها التحكم في عملية الإنتاج بأكملها بالحاسوب. تقليدياً، تربط طرق العمليات المنفصلة عبر الحاسوب من خلال تصنيع متكامل بالحاسوب. يسمح هذا التكامل للعمليات بتبادل المعلومات وبدء الإجراءات. يمكن أن يكون التصنيع أسرع وأقل عرضة للخطأ من خلال هذا التكامل، على الرغم من أن الميزة الرئيسية هي القدرة على إنشاء عمليات تصنيع آلية. يعتمد التصنيع المتكامل بالحاسوب عادةً على عمليات التحكم ذات الحلقة المغلقة القائمة على الإدخال في الوقت الفعلي من أجهزة الاستشعار. يُعرف أيضاً باسم التصميم والتصنيع المرن.

#### اللحام بالاحتكاك والتحريك

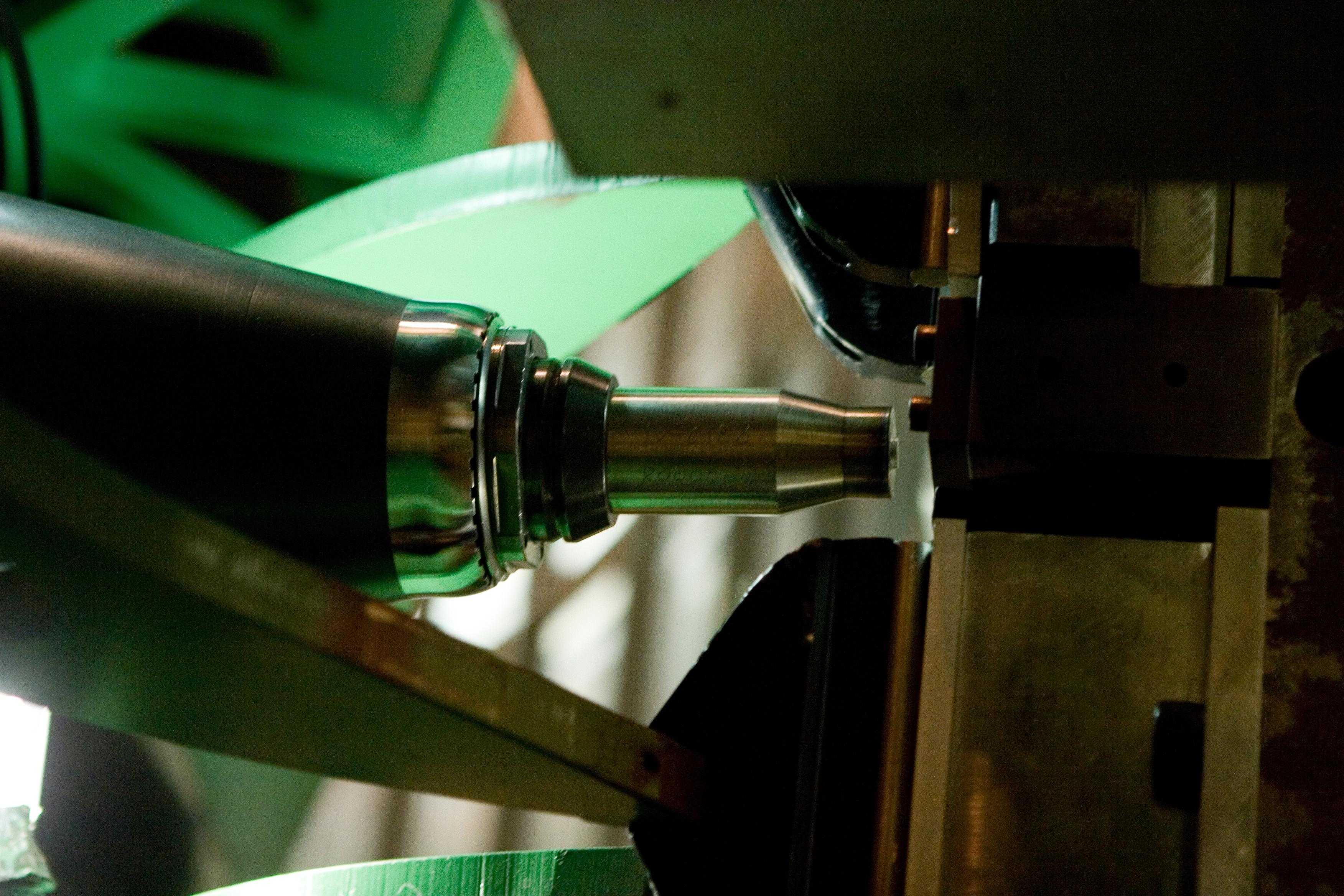
منظر مقرب لأداة لحام احتكاكي حركي

اكتشف اللحام الاحتكاكي الحركي في 1991 بمعهد اللحام (TWI). تجمع تقنية اللحام المستقرة (غير المندمجة) المبتكرة هذه بين مواد لم تكن قابلة للحام من قبل، بما في ذلك العديد من سبائك الألومنيوم. قد تلعب دوراً مهماً في بناء الطائرات في المستقبل، وربما تحل محل المسامير. تشمل الاستخدامات الحالية لهذه التكنولوجيا حالياً: لحام طبقات الخزان الخارجي الرئيسي للمكوك الفضائي المصنوع من الألومنيوم، ومركبة اختبار أوريون كرو، ومركبات الإطلاق القابلة للاستهلاك دلتا 2 ودلتا 4 من بوينغ وصاروخ فالكون 1 من سبيس إكس؛ والدروع الواقية للسفن الهجومية البرمائية؛ ولحام الأجنحة وألواح جسم الطائرة الجديدة إكليبس 500 من إكليبس للطيران، من بين مجموعة متزايدة من الاستخدامات.

## التوظيف

### الهندسة الصناعية
بلغ إجمالي عدد المهندسين العاملين في الولايات المتحدة في 2015 حوالي 1.6 مليون. ومن بين هؤلاء، كان 272.470 مهندس تصنيع (16.92%)، وهو ثالث أكثر تخصص هندسي شيوعاً. يبلغ متوسط الرواتب حسب مستوى الخبرة 62,000 دولار مع خبرة تتراوح من 0 إلى 5 سنوات، و75,000 دولار مع خبرة تتراوح من 5 إلى 10 سنوات، و81,000 دولار مع خبرة تتراوح من 10 إلى 20 عاماً. بلغ متوسط الرواتب الأولية 55,067 دولاراً مع درجة البكالوريوس، و77,364 دولاراً مع درجة الماجستير، و100,759 دولاراً مع درجة الدكتوراه. وهذا يضع الهندسة الصناعية في المرتبة السابعة من بين 15 بين درجات البكالوريوس في الهندسة، والثالثة من بين 10 بين درجات الماجستير، والثانية من بين 7 بين درجات الدكتوراه في متوسط الراتب السنوي. متوسط الدخل السنوي للمهندسين الصناعيين في القوى العاملة في الولايات المتحدة هو 83,470 دولاراً.

### هندسة الإنتاج (التصنيع)
هندسة التصنيع هي إحدى جوانب تصنيع الهندسة. يستمتع مهندسو التصنيع بتحسين عملية الإنتاج من البداية إلى النهاية. فلديهم القدرة على إبقاء عملية الإنتاج بأكملها في الاعتبار أثناء تركيزهم على جزء معين من العملية. يستلهم الطلاب الناجحون في برامج درجة هندسة التصنيع من فكرة البدء بمورد طبيعي، مثل كتلة من الخشب، والانتهاء بمنتج قابل للاستخدام وقيم، مثل المكتب، الذي يُنتج بكفاءة واقتصاد.
يرتبط مهندسو التصنيع ارتباطاً وثيقاً بجهود الهندسة والتصميم الصناعي. تشمل أمثلة الشركات الكبرى التي توظف مهندسي التصنيع في الولايات المتحدة شركة جنرال موتورز وشركة فورد موتور وكرايسلر وبوينغ وشركة غيتس وفايزر. تشمل الأمثلة في أوروبا شركة إيرباص ودايملر وبي إم دبليو وفيات ونافيستار الدولية وميشلان للإطارات.

### الصناعات ذات الصلة
تشمل الصناعات التي يعمل فيها المهندسون الصناعيون ومهندسو الإنتاج عامةً ما يلي:
- صناعة الطيران
- صناعة المركبات
- صناعة الكيماويات
- صناعة الحاسوب
- صناعة الإلكترونيات
- صناعة تجهيز الأغذية
- صناعة الملابس
- صناعة الأدوية
- التغليف البلاستيكي [الإنجليزية]
- صناعة اللب والورق
- صناعة الألعاب